# Jutrzenka Lwów
Żydowski Klub Sportowy Jutrzenka Lwów (hebr. ‏מועדון ספורט יהודי מורגנשטרן לעמבעריק‎, Mu’adon Sport Yahodi Murgenstran Lemberik) – żydowski klub piłkarski z siedzibą w mieście Lwów, działający w latach 1921–1936.

## Historia
Chronologia nazw:
- 30.11.1921: Ż.K.S. [Żydowski Klub Sportowy] Jutrzenka Lwów
- 1930: Ż.K.S. Jutrzenka Lwów – po fuzji z ŻKS Amatorzy Lwów
- 1931: Ż.K.S. Jutrzenka Lwów – po fuzji z ŻKS Bar Kochba Lwów
- 1934: Ż.K.S. Jutrzenka Lwów – po fuzji z ŻRKS Metal Lwów
- 1936: klub rozwiązano

Żydowski Klub Sportowy Jutrzenka został założony we Lwowie 30 listopada 1921 roku przez społeczność żydowską. W 1922 roku drużyna zadebiutowała w rozgrywkach Klasy C podokręgu Lwów Lwowskiego OZPN. W następnym 1923 roku zespół debiutował w Klasie B, podokręg Lwów. W 1934 została zorganizowana Liga Okręgowa, w związku z czym klub został zakwalifikowany do rozgrywek w Klasie A, ale przed rozpoczęciem sezonu 1936 drużyna została przejęta przez Hasmoneę Lwów.

## Barwy klubowe
|  |  |

Klub ma barwy niebiesko-białe. Piłkarze domowe spotkania zazwyczaj grali w pionowo niebiesko-białych koszulkach, białych spodenkach oraz białych getrach.

## Sukcesy

### Trofea międzynarodowe
Nie uczestniczył w rozgrywkach europejskich (stan na 31-05-2025).

### Trofea krajowe
- Klasa B Mistrzostw Lwowskiego ZOPN: (D3)
  - mistrz (1x): 1932 (podokręg Lwów)

## Poszczególne sezony

### Rozgrywki krajowe
| \| Polska \| Bilans występów klubu w rozgrywkach piłkarskich Polski (Stan na 31 maja 2025 r.) \| \| |                                                                                  |        |       |   |   |   |    |    |     |           |        |        |      |
| Poziom                                                                                              | Rozgrywki                                                                        | Sezony | Mecze | Z | R | P | B+ | B– | Pkt | Lata      | Awanse | Spadki | Naj. |
| I                                                                                                   | Liga                                                                             | 0      |       |   |   |   |    |    |     |           |        |        |      |
| II                                                                                                  | Klasa A / Liga Okręgowa                                                          | 0      |       |   |   |   |    |    |     |           |        |        |      |
| III                                                                                                 | Klasa B / Klasa A                                                                | 13     |       |   |   |   |    |    |     | 1923–1935 | 0      | 0      | 1    |
| IV                                                                                                  | III liga / Klasa C / Klasa B                                                     | 1      |       |   |   |   |    |    |     | 1922      | 1      | 0      | 4    |
| | Puchar Polski                                                                    | 0      |       |   |   |   |    |    |     |           |        |        |      |
| Polska                                                                                              | Bilans występów klubu w rozgrywkach piłkarskich Polski (Stan na 31 maja 2025 r.) |        |       |   |   |   |    |    |     |           |        |        |      |

## Struktura klubu

### Stadion
Drużyna rozgrywała swoje mecze domowe we Lwowie na stadionie Pogoni Lwów lub na stadionie Czarnych Lwów na Bednarówce.